# Li Keqiang
Li Keqiang (pinyin:Lĭ Kèqiáng, Hefei, 1 de julho de 1955 – Xangai, 26 de outubro de 2023) foi um político chinês, tendo atuado como Primeiro-ministro e chefe de governo da República Popular da China entre 15 de março de 2013 e março de 2023. Anteriormente, foi primeiro vice-primeiro-ministro e vice-secretário do partido do Conselho de Estado de seu país. Foi o segundo membro na hierarquia do Comitê Permanente do Politburo, que é de facto o mais alto órgão de decisão do país. Também foi secretário-adjunto do Grupo de Membros da Liderança do Partido.
Tornou-se premier chinês, em março de 2013, quando o grande Congresso Popular Nacional reuniu-se, prevendo-se que ocupe o cargo por dois mandatos de cinco anos. Como principal colaborador do premiê Wen Jiabao, as funções oficiais de Li incluíam desenvolvimento econômico, controle de preços, finanças, mudança climática e a gestão macroeconômica.
Foi sucedido por Li Qiang em março de 2023.

## Formação
Li Keqiang nasceu em Dingyuan, Anhui, em 1 de julho de 1955. Seu pai era um funcionário local, em Anhui. Li concluiu o ensino médio em 1974, durante a Revolução Cultural, e foi enviado para o trabalho rural no condado de Fengyang, Anhui, onde mais tarde ingressou no Partido Comunista da China e fez carreira até se tornar o líder do partido na equipe de produção local. Foi agraciado com a honraria de Pessoa Proeminente no Estudo do Pensamento de Mao Zedong durante essa época.
Recusou a oferta de seu pai de prepará-lo para a liderança do partido no condado local e ingressou na Escola de Direito da Universidade de Pequim, onde recebeu seu título de bacharel e tornou-se o Presidente do Conselho Estudantil da Universidade. Obteve mais tarde o doutorado em Economia. Em 1980 se tornou o Secretário da Liga da Juventude Comunista da Universidade de Pequim. Entrou na cúpula da liderança da Liga da Juventude Comunista em 1982 como um membro de seu secretariado, trabalhando em estreita colaboração com o futuro secretário-geral Hu Jintao, que também subiu na hierarquia da liga desde então. Li tornou-se o secretário-geral da organização em 1993, mantendo-se no cargo até 1998. É um membro representante da primeira geração a ter subido a partir da Liga da Juventude Comunista.

## Mandatos Provinciais
Li tornou-se o mais jovem governador da China, em junho de 1998, quando foi nomeado Governador de Henan, uma das províncias mais populosas da China, aos 43 anos de idade. Sabendo da situação complicada em que se encontrava Henan, e os problemas associados com networking na província, Li deliberadamente deixou sua família em Pequim para administrar Zhengzhou (a capital da província) sozinho. Além disso, de acordo com funcionários do governo provincial que trabalharam com ele na época, Li recusava-se a participar de quaisquer banquetes ou grandes eventos finos não relacionados às atividades governamentais. Durante sua gestão como governador um sentido público de sua "má sorte" cresceu devido à ocorrência de três grandes incêndios na província.
Ficou conhecido por ser franco e levar o desenvolvimento econômico para a província central, transformando a pobre região do interior em uma área atraente para os investimentos. Li não perde tempo na realização de projetos superficiais. Percorreu todas as regiões de Henan tentando buscar uma solução abrangente para os problemas crescentes da província. Henan passou da posição 28 no ranking nacional do PIB no início de 1990 para a posição 18 em 2004, quando Li deixou Henan. No entanto, seu governo foi relativamente ineficaz em conter a epidemia de HIV/AIDS que estava afetando as áreas rurais da província.
Foi transferido para trabalhar como o chefe do partido em Liaoning, em dezembro de 2004. Ali ficou conhecido pelo projeto dos "cinco pontos para uma linha", onde ligou-se a Dalian e Dandong, bem como uma série de outros portos em uma rede global para melhorar o fluxo de comércio.

## Política Nacional
Em virtude de ter sido elevado a segundo na antiguidade no recém-constituído Comitê Permanente do Politburo da China em novembro de 2012, Li foi confirmado como o sucessor de Wen Jiabao. Deve se tornar Premier do Conselho de Estado em março de 2013.
As previsões de que ele acabaria alcançando o nível nacional no 17º Congresso do Partido mostraram-se corretas quando ele foi eleito para o Comitê Permanente do Politburo (CPP), em outubro de 2007. Foi sucedido no cargo de governante provincial por Zhang Wenyue. Li era apontado como um possível sucessor de Hu Jintao, cujo segundo mandato como secretário-geral acabaria em 2012. No Congresso Nacional Popular de 2008, foi eleito vice-premiê, primeiro na hierarquia. Esta posição indicava que o mais provável seria que seria o sucessor do premiê Wen Jiabao. O resultado daquela eleição indicava que ele perdeu para Xi Jinping na luta interna pelo poder.
Desde sua ascensão ao CPP, Li assumiu as atividades mais importantes no governo chinês, ostensivamente sendo preparado para ser o futuro premiê. A primeira grande aparição internacional de Li foi em 2010 no Fórum Econômico Mundial em Davos, na Suíça. O evento foi visto como uma "prova de fogo" para Li, em que ele apresentou de forma sucinta para uma plateia de líderes políticos e de negócios mundiais a visão da China de longo prazo para o desenvolvimento. Em particular, Li relatou ao Fórum o compromisso da China quanto ao desenvolvimento sustentável, à energia verde, à redução da desigualdade de renda e à modernização das indústrias de ponta. Reiterando o compromisso da China quanto ao desenvolvimento pacífico e seu foco no aumento da demanda doméstica em face das pressões externas durante o crise financeira global, Li também alertou contra o protecionismo. Também falou sobre a importância do desenvolvimento internacional e da reforma financeira internacional. Pediu por uma estrutura de governança global que refletisse mais as mudanças no cenário político e econômico global.
Em fevereiro de 2010, Li fez um discurso para líderes ministeriais e provinciais sobre a importância de mudar a estrutura econômica do país para estar melhor preparado para um crescimento futuro. O discurso foi publicado com pequenas omissões na edição de 1 de junho da Qiushi, publicação sobre teoria política do Partido Comunista. Li disse que a China chegou a um momento histórico em que uma mudança na estrutura econômica deve ocorrer para que o país continue sua trajetória de crescimento. Li enfatizou particularmente a necessidade de impulsionar o consumo doméstico, e disse que a urbanização é fundamental nesta fase. Também enfatizou que a China deve rumar em direção a uma sociedade mais orientada para a classe média com a distribuição de riqueza em forma de "azeite", onde a maioria da população do país e da riqueza pertença à classe média.
Também reiterou a importância da industrialização, da urbanização e da modernização agrícola na China, a fim de melhorar a sua competitividade, segurança alimentar, segurança energética, habitação a preços acessíveis e saúde.

## Vida pessoal
Li foi casado com Cheng Hong, professora da Universidade Capital de Economia e Negócios, em Pequim. Seu sogro já foi vice-secretário do Comitê Central da Liga da Juventude Comunista.

## Morte
Li morreu no dia 26 de outubro de 2023 aos 68 anos, vítima de um ataque cardíaco, enquanto estava de férias em Xangai, China.